# The House on 56th Street
The House on 56th Street ist ein US-amerikanischer Spielfilm mit Kay Francis. Der Film mit seinem Fokus auf die zahlreichen Schicksalsschläge der Heldin ist typisch für die Art von Filme, mit denen Francis zu einem der bestbezahlten Stars der 1930er Jahre aufstieg.

## Handlung
Die Handlung umspannt die Zeit von 1905 bis 1933 und steht unter dem Leitmotiv Forever, also Für immer. Im Mittelpunkt steht das titelgebende Haus in der 56th Street nahe der Park Avenue in New York. 1905 beginnt die Geschichte mit Peggy Martin, einem Showgirl, die ihren älteren Liebhaber verlässt, um sich mit Monte Van Tyle, Spross einer angesehenen Familie, zu verloben. Beide leben eine Zeit lang glücklich in dem großen Haus in der 56th Street, einem eleganten Bau aus Backstein und mit vielen Räumen. Im Salon befindet sich ein imposanter Kamin, über dem ein Medaillon eingelassen ist. Die beiden Liebenden machen das Medaillon zum Symbol ihrer Liebe, die forever, also ewig anhalten soll. Peggy, die mittlerweile Mutter eines kleinen Mädchens geworden ist, sieht sich nach einiger Zeit den Erpressungsversuchen ihres ehemaligen Liebhabers ausgesetzt. Aus einem Impuls heraus besucht sie ihn eines Nachts heimlich in seinem Appartement, um ihn zur Vernunft zu bringen. Es kommt zu einem Handgemenge, ein Schuss fällt und Peggy wird des Mordes angeklagt. Monte glaubt alleine an ihre Unschuld und sein Einfluss reicht aus, Peggys Anklage auf Totschlag zu vermindern. Sie wird zu 20 Jahren Gefängnis verurteilt und bald danach stirbt Monte im Krieg.
Peggy wird 1925 aus dem Gefängnis entlassen und bekommt von Montes Familie eine große Summe Geld als Gegenleistung für ihr Verschwinden aus der Gesellschaft bezahlt. Auf einer Kreuzfahrt lernt Peggy den Spieler Blaine kennen, der sie mit gezinkten Karten betrügen will. Sie weiß jedoch von ihrem Vater, der selber ein professioneller Glücksspieler war, um die Tricks und bald sind die beiden ein Paar und leben von ihren Trickserien. Einige Jahre später hat Blaine eine Glücksspiellizenzen für New York erworben und zu Peggys Überraschung gründet er sein Kasino in ihrem ehemaligen Heim in der 56th Street. Widerwillig beginnt Peggy im Etablissement zu arbeiten; jeden Abend geht sie zum Kamin und berührt zärtlich das Medaillon, in Gedanken bei ihrem verstorbenen Mann.
Eines Tages kommt Peggys Tochter in das Kasino und verspielt eine gewaltige Summe. Als Blaine sie recht drastisch unter Androhung von Gewalt auffordert, mit dem Spiel aufzuhören, erschießt ihn das junge Mädchen in Panik und aus Notwehr. Peggy, in einer Aufwallung von Mutterliebe, will die Schuld auf sich nehmen, doch Bonelli, der Inhaber des Kasinos, bietet ihr an, die Angelegenheit zur Zufriedenheit von allen Beteiligten zu klären, wenn sie für immer im Kasino arbeitet. In der letzten Einstellung geht Peggy zum Kamin, berührt das Medaillon und sagt leise Forever…

## Hintergrund
Kay Francis war Ende 1931 im Rahmen einer legendären talent raid gemeinsam mit Ruth Chatterton und William Powell von Paramount zu Warner Brothers gewechselt. Innerhalb weniger Monate stieg sie zu einer beliebten Darstellerin in Liebesfilmen auf und gewann rasch eine bedeutende weibliche Anhängerschaft. Meist war Francis als langleidende Frau zu sehen, die emotionale Probleme mit entscheidungsschwachen Männern und/oder einer bigotten, kleinbürgerlichen Gesellschaft zu überstehen hatte, sie den selbstbewussten Lebensstil von Francis bzw. ihrem Filmcharakter ablehnten.
The House on 56th Street war ursprünglich für Ruth Chatterton vorgesehen, die jedoch ablehnte. Die Rolle ging weiter an Francis und das Drehbuch musste noch entsprechend angespasst werden, als Francis leichte Probleme mit der Aussprache des Buchstaben 'r' hatte, der bei ihr meist wie ein 'w' klang und ihr den Spitznamen the wawishing Kay Fwancis eintrug. Das Studio trug Sorge, dass der Film mit erheblichem Aufwand produziert wurde und achtete sorgfältig darauf, Kay Francis möglichst viele verschiedene Kostüme auf den Leib schneidern zu lassen.
Der Film war ein großer finanzieller Erfolg und Kay Francis, die stets sehr offen und ehrlich in ihren Antworten war, fasst die Gründe punktgenau zusammen:

„Wenn der Film erfolgreicher als meine bisherigen Produktionen ist, dann liegt das in den 36 statt der üblichen 16 Kostümwechsel.“

## Kritik
Die zeitgenössischen Kritiker bemängelten einerseits, dass erheblich zu viel Handlung in zu wenig Spielzeit gepresst worden sei. Besonderes Lob fand jedoch Kay Francis, der ein Kritiker bescheinigte, zu den Schauspielern zu gehören, die nie in ihren Rollen übertreiben würden, sondern stets realistisch und nachvollziehbar agierten.
In Photoplay waren wohlwollende Worte zu lesen:

„Kay Francis gibt eine superbe Darstellung in einer facettenreichen Rolle. Sie macht aus dem Film fesselnde und tiefbewegende Unterhaltung. Alles ist sehr gut gemacht und Kay ist überragend.“

Der Filmhistoriker Lawrence J. Quirk befand in seinem Buch The Great Romantic Films im Abstand einiger Jahrzehnte:

„"The House on 56th Street" ist nicht nur der perfekte Kay Francis Film, − es ist eine bewegende, nostalgische Romanze, die im Gedächtnis bleibt. In dem Film zeigt Kay Francis ihre beste dramatische Darstellung. Es ist diese Art von Rollen, die sie zum Star machte.“

## Kinoauswertung
Die Produktionskosten lagen bei lediglich 211.000 US-Dollar, was der Popularität des Films an der Kinokasse jedoch keinen Abbruch tat. In den USA spielte er bereits 410.000 US-Dollar ein, zu denen weitere 284.000 US-Dollar kamen. Das Gesamtergebnis von 694.000 US-Dollar zeigt, dass Kay Francis, wenn richtig eingesetzt und in der passenden Rolle, hohe Einnahmen generieren konnte.